# Hieracium monstrosum
Hieracium monstrosum es una especie de planta con flor del género Hieracium, de la familia Asteraceae, orden Asterales.

## Distribución
Hieracium monstrosum se distribuye por Inglaterra y Suecia.

## Taxonomía
Fue descrita científicamente por Hyl.